# Erich von Däniken
Erich Anton Paul von Däniken, švicarski publicist, * 14. april 1935, Zofingen, Švica. 
Je avtor več knjig, v katerih razlaga svojo razlago stika starih kultur z Nezemljani in trdi, da so ti stiki odločilno vplivali na nastanek civilizacije, začeli tehnološki razvoj človeštva ali botrovali začetku raznih religij. S temi deli je von Däniken eden prvih popularizatorjev hipotez o "paleo kontaktu" in starodavnih astronavtih.
Njegove hipoteze zavrača velika večina znanstvenikov kot neutemeljene – psevdoznanost.
V svoji zgodnji karieri je bil von Däniken zaprt zaradi goljufije in poneverbe, tako da je eno svojih knjig napisal iz zapora. V kasnejših letih je v kraju Interlaken v Švici odprl tematski park, v katerem predstavlja svoje hipoteze, kakor tudi stare zgradbe, pri nastanku katerih naj bi po njegovem sodelovali Nezemljani.